# Rafael Guijosa
Rafael Guijosa Castillo (Alcalá de Henares, 31. siječnja 1969.) je bivši španjolski rukometaš. Igrao je na mjestu lijevog krila. Bivši je španjolski reprezentativac. Igrao je za Madrid, Juventud Alcalá, Guadalajaru, a najveći dio karijere za Barcelonu. Igračku je karijeru završio 2002. Trenira je od 2003. španjolski klub Alcobendas.
Igrajući za Španjolsku je osvojio srebro na EP-u 1996. i 1998. te broncu na EP 2000. u Hrvatskoj, na OI 1996. u Atlanti i OI 2000. u Sydneyu.
Na SP-u 1999. je sa Španjolskom zauzeo 4. mjesto. Bio je drugi najbolji strijelac.
Bio je proglašen za najboljeg rukometaša na svijetu 1999. godine.

## Vanjske poveznice
- Profil: "Rafael Guijosa"